# Wedge Tomb von Loughbrack

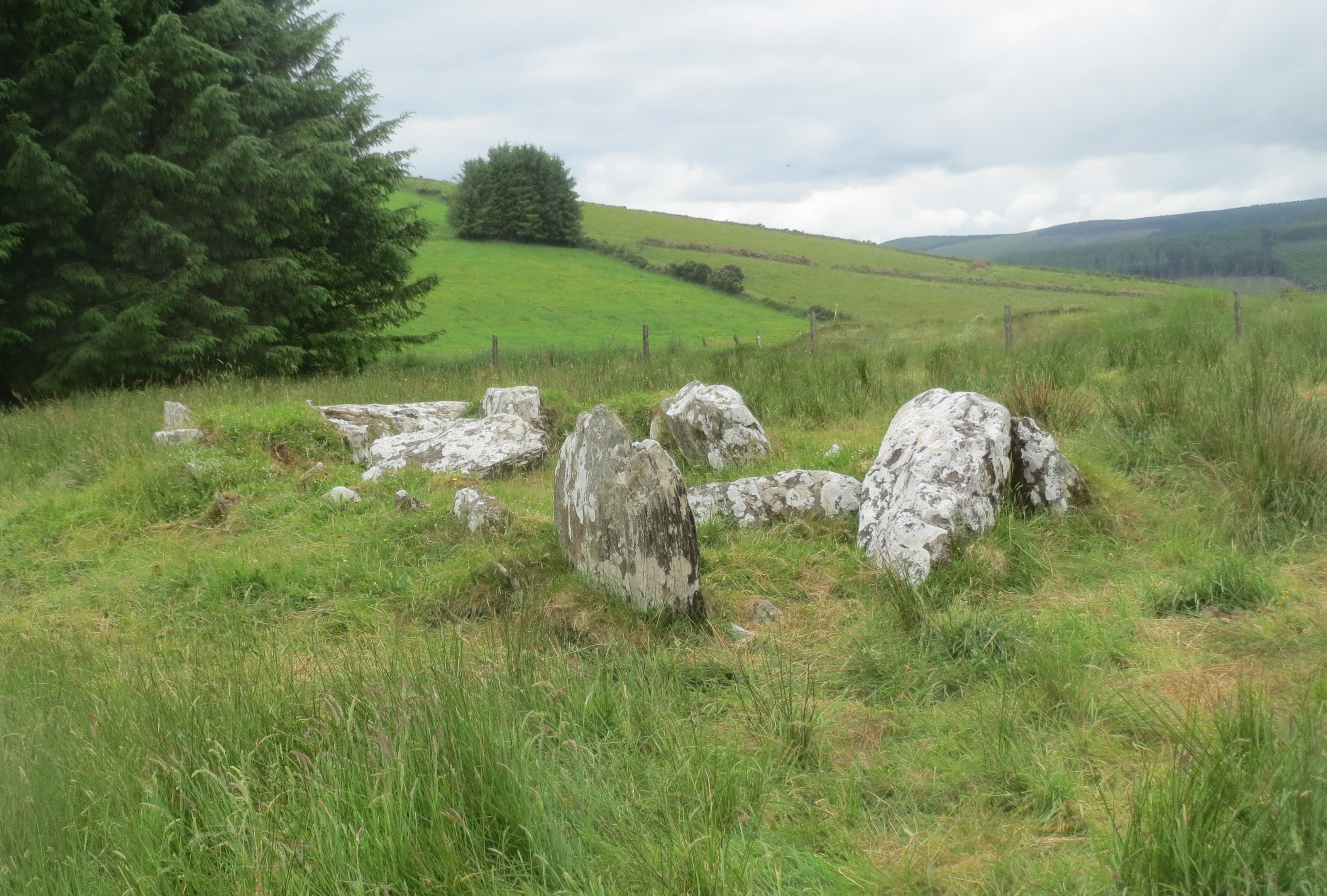
Loughbrack Wedge Tomb

Das Wedge Tomb von Loughbrack (wie viele andere auch Dermot and Grania’s Bed genannt) liegt auf einem Hügel im Townland Loughbrack (irisch An Log Breac) östlich von Rear Cross im County Tipperary in Irland. Wedge Tombs (deutsch: Keilgräber), früher auch „wedge-shaped gallery grave“ genannt, sind doppelwandige, ganglose, mehrheitlich ungegliederte Megalithanlagen der späten Jungsteinzeit und der frühen Bronzezeit.

## Beschreibung
Das zusammengebrochene Wedge Tomb ist in einem ruinösen Zustand. Die meisten der großen Orthostaten sind noch vorhanden, aber nicht in situ. Das Wedge Tomb ist etwa 8,0 m lang und 3,5 m breit. Die Steine sind weniger als 1,0 m hoch. Die Galerie ist einschließlich der etwa 1,0 m tiefen und 2,0 m breiten Vorkammer 6,0 m lang. Die Breite verjüngt sich am Ende der Hauptkammer auf etwa 1,6 m. Das doppelwandige Mauerwerk ist auf der Südseite noch erkennbar und der 3,0 m lange Endstein befindet sich noch in situ. Eine zerbrochene Deckenplatte liegt im Inneren der Kammer.